# Alexandre I. de Bournonville
Alexandre I. de Bournonville (* 14. September 1585 in Brüssel; † 22. März 1656 Lyon) war ein französisch-niederländischer Adliger, Militär und Diplomat in habsburgischen Diensten. Er war Comte de Henin (im habsburgischen Artois), Vicomte et Baron de Barlin, Baron de Houllefort (in der französischen Picardie) etc., wurde zum (französischen) Herzog von Bournonville und Pair de France erhoben, sowie in den (habsburgischen) Orden vom Goldenen Vlies aufgenommen.

## Leben
Alexandre de Bournonville war das einzige Kind von Oudart de Bournonville (1533–1585), Comte de Henin etc. aus dem Haus Bournonville, und Mara Christina von Egmond aus dem Haus Egmond, somit ein Enkel des 1565 hingerichteten Grafen Egmond. Sein Vater starb drei Monate nach seiner Geburt, Alexandre wuchs am Hof des Statthalters der Spanischen Niederlande in Brüssel auf.
Im Jahr 1600 erhob König Heinrich IV. von Frankreich die Baronie Houllefort zum Herzogtum. In diesem Zeitraum begann Alexandre de Bournonville eine mehrere Jahre dauernde Reise nach Italien und Österreich, die ihn 1602 nach Florenz und 1606 nach Wien führte. Nach seiner Rückkehr ernannte ihn Erzherzog Albrecht VII. von Habsburg, der Regent der Spanischen Niederlande, zum Gentilhomme de la chambre.
Alexandre de Bournonville begann seinen Dienst im habsburgischen Militär im Jahr 1607. Er befehligte eine Kompanie von 300 Wallonen, von der er in eine der fünf alten Kompanien wechselte, die Kaiser Karl V. aufgestellt hatte. Am 22. Oktober 1608 wurde er durch Patentbrief des Königs Heinrich IV. zum französischen Duc de Bournonville ernannt. 1612 wurde er Gesandter des Erzherzogs am französischen Hof, doch verhinderten zeremonielle Schwierigkeiten, dass er die Akkreditierung bekam.
1614 kommandierte er eine Kompanie von 100 Lanzen, 1619 führte zu Beginn des Dreißigjährigen Kriegs ein Regiment von 3000 Wallonen zusammen mit einem weiteren Regiment und 1000 Reitern nach Böhmen. Er kam zur Unterstützung des Comte de Buquoy bei Budweis und kämpfte anschließend bei der Belagerung von Graz. Im gleichen Jahr verlor er bei der Pisca durch einen Schlag mit einer Muskete ein Auge.
Im Jahr darauf kam er Gonzalo Fernández de Córdoba gegen Mansfeld zu Hilfe, kämpfte dann unter anderem in der Schlacht bei Fleurus (22. August 1622), der Belagerung von Breda (1624–1625), bei ’s-Hertogenbosch, das 1629 von den Niederländern unter Friedrich Heinrich von Oranien erobert wurde.
1624 wurde Alexandre de Bournonville in den Orden vom Goldenen Vlies (Nr. 354) aufgenommen. 1627 war er Gesandter der Spanischen Niederlande in Wien, 1630 bei Ludwig XIII. in Frankreich. 1631 wurde er zum Gouverneur von Lille und des wallonischen Flandern ernannt. Zudem wurde er Oberst des ältesten wallonischen Regiments. Mit dem Tod der Statthalterin Isabella Clara Eugenia von Spanien 1633 endete seine Karriere. Er musste sich nach Frankreich zurückziehen und ließ sich in Lyon nieder, die Finanzkammer Flandern zog seine Güter in den spanischen Niederlanden ein. 1649 gab Philipp IV. von Spanien sie seinem Sohn Alexandre II. de Bournonville zurück. Alexandre I. de Bournonville wurde 1652 zum Pair de France erhoben und starb am 22. März 1656 in Lyon.

## Ehe und Nachkommen
Er heiratete am 5. September 1611 in Brüssel Anne de Melun (* 1. August 1597 in Lisieux), Tochter von Pierre de Melun, Prince d’Épinoy, Marquis de Richebourg (Haus Melun), und Hyppolite de Montmorency-Bours (Haus Montmorency). Ihre Kinder sind:
1. Ferdinand de Bournonville, * 1612, † 1622 in Brüssel nach dem Sturz von einem Balkon; er wurde in Henin bestattet
2. Alexandre-Hyppolite-Balthazar de Bournonville; * 1616, † 1690, Duc et Prince de Bournonville; ⚭ 1656 Johanna von Arenberg, * 1628, † 1663, Tochter von Philipp Karl von Arenberg, 2. Fürst von Arenberg (Haus Ligne)
3. Ambroise-François de Bournonville, * um 1620, † 1693, Duc de Bournonville, Pair de France; ⚭ 1655 Lucrèce de La Vieuville, Tochter von Charles I. de La Vieuville, und Marie Bouhier de Beaumarchais
4. Jacques de Bournonville, * 1627, † 1644, Vicomte de Barlin, bestattet in Saint-Eustache in Paris
5. Wolfgang-Guillaume de Bournonville, † 1682, Vicomte et Baron de Barlin etc.; ⚭ Marie Bonne Mouton de Harchies, † 1688, Tochter von Charles Mouton und Anne du Chasteler
6. Philippe-Dominique-Victor de Bournonville, Mönch bei den Unbeschuhten Karmeliten
7. Jean-François-Benjamin de Bournonville, * 1637, † 1718, Marquis de Bournonville et de Richebourg; ⚭ (1) Doña Maria de Perapertusa-Vila-de-Manii y Cruïlles, † 1660, Erbin des Visconde de Joch; ⚭ (2) Marie-Ferdinand de Noircarmes de Sainte-Aldegonde, † 1698, Tochter von François Lamoral und Agnes Davre
8. Isabelle-Marie de Bournonville
9. Chrétienne de Bournonville, Palastdame der Infantin Isabella
10. Anne-Eugénie de Bournonville, Kanonikerin in Mons, dann Karmelitin in Antwerpen
11. Ernestine de Bournonville, Kanonikerin in Maubeuge, dann im Couvent des Dames de Berlaymont in Brüssel

Seine Ehefrau überlebte ihn um zwölf Jahre und starb am 18. Oktober 1668 in Antwerpen.